# جیمز بسکت
جیمز بسکت (انگلیسی: James Baskett; ۱۶ فوریهٔ ۱۹۰۴ – ۹ ژوئیهٔ ۱۹۴۸) هنرپیشه اهل ایالات متحده آمریکا بود.
از فیلم‌ها یا برنامه‌های تلویزیونی که وی در آن نقش داشته‌است می‌توان به ترانه جنوب اشاره کرد.